# Mare de Déu de la Roca
|  | Per al santuari de Mont-roig del Camp, vegeu Ermita de la Mare de Déu de la Roca. |

La Mare de Déu de la Roca és una ermita romànica del poble d'Escart, en el terme municipal de la Guingueta d'Àneu, a la comarca del Pallars Sobirà. Pertany al territori de l'antic terme d'Escaló. Està situada a uns 850 metres en línia recta a l'est-nord-est del poble d'Escart, al paratge de Siselledo, a l'esquerra del riu d'Escart. Està situada en un penyal que forma una petita cinglera, al mig de la qual es troba l'ermita.

## Descripció
Construcció penjada a mitja paret rocosa, la qual aprofita com a paret en un costat. S'aixeca sobre unes grans arcades i contraforts de dimensions molt superiors a les de l'ermita. La nau és llarga i estreta; un petit presbiteri comunica amb l'absis poligonal, de costats irregulars i desplaçat respecte a l'eix de la nau, que es cobreix amb volta d'arestes.
Un gran cor de fusta ocupa gran part de la nau, a fi de donar-li més capacitat. La porta, d'arc de mig punt, es troba a ponent, i al seu damunt s'obre una espitllera. A un costat de la façana hi ha una petita espadanya.
Antigament, la coberta devia ser a dues aigües, però avui només en té una.

## Història
Existeixen els Goigs de la Mare de Déu de la Roca, en els quals es recorda la guerra que sostingueren l'any 1079 els comtes d'Urgell i de Pallars per la possessió del castell de Sant Just d'Escart.
L'ermita ha estat objecte de nombroses reformes i reconstruccions, així per exemple sobre la porta d'entrada hi ha gravades les dates de dues d'elles: 1707 i 1748.